# Pedicularis muscoides
Pedicularis muscoides är en snyltrotsväxtart. Pedicularis muscoides ingår i släktet spiror, och familjen snyltrotsväxter.

## Underarter
Arten delas in i följande underarter:
- P. m. himalayca
- P. m. muscoides
- P. m. rosea